# Route secondaire 21103 (Estonie)
La route Läätsa–Jämaja–Sääre–Mäebe (en estonien : Läätsa–Jämaja–Sääre–Mäebe tee) ou route 21103 est une route du comté de Saare en Estonie.

## Description
La route est située dans la Péninsule de Sõrve et la commune de Saaremaa.
La route commence au 22ème kilomètre de la route Kuressaare-Sääre, à la frontière des villages de Läätsa et Imara.
Puis la route traverse Läätsa, Imara, Üüdibe, Kaugatoma, Lõu, Rahuste, Lõupõllu, Kaunispe, Kargi, Jämaja, Ohessaare, Türju, Tammuna, Karuste, Sääre, Läbara, Mõntu et Mäebe.
La route se termine au 42ème kilomètre de la route Kuressaare-Sääre dans le village de Mäebe.
La route est croisée par la route Lõmala-Kaugatoma au 2ème kilomètre, la route Kaimri-Lõu au 10ème kilomètre, la route Rahuste-Kaunispe au 13ème kilomètre, la route Kaunispe-Viieristi au 14ème kilomètre, la route Rahuste-Kaunispe au 17ème kilomètre, la route Mäebe-Kargi au 19ème kilomètre, au 22ème kilomètre la route Jämaja-Hänga, au 35ème kilomètre la route Sääre majaka tee, au 37ème kilomètre la route Kuressaare-Sääre.
La route ne traverse aucun pont, mais elle traverse 66 ponceaux.